# Isarnixen
Die Isarnixen (offiziell: Damen-Schwimm-Verein München von 1903 Isarnixen e. V.) sind ein Schwimmsportverein aus München.
Der Verein wurde am 1. Juli 1903 von 16 Frauen im Wittelsbacher Garten in München als Damen-Schwimm-Verein gegründet. Den Beinamen „Isarnixen“ erhielten sie 1951 von dem Filmproduzenten Géza von Cziffra für den Film Die verschleierte Maja, der sie in der Schwimmsportszene international bekannt machte.
Käthe Jakobi (Vereinsvorsitzende 1939 bis 1974) fuhr mit den Isarnixen 1956 als erste deutsche Sportmannschaft nach dem Zweiten Weltkrieg in die USA. Zurückgekehrt initiierte sie die Entwicklung des Wasserballetts zum heutigen sportlichen Synchronschwimmen in Deutschland und Europa. Sie erhielt für ihr Engagement das Bundesverdienstkreuz am Bande und wurde als erste Deutsche in die Florida Sports Hall of Fame aufgenommen.
Die legendäre Formation von damals tritt heute noch unter dem Namen „Jubiläumsdamen“ auf.
Seit 1957 erschwammen die Isarnixen mehr als 90 Deutsche Meistertitel, über 60 Deutsche Jugendmeistertitel, stellten drei Olympiateilnehmerinnen und mit Christine Lang 1982 die Europameisterin im Synchronschwimmen.